# Watts
Watts är en av Los Angeles stadsdelar, belägen i South Los Angeles en dryg mil söder om centrala Los Angeles. Watts var ursprungligen ett eget samhälle, men anslöt sig till Los Angeles 1926 efter en lokal omröstning. Watts har fått sitt namn efter en jordägare i området, Charles H. Watts. Vid folkräkningen år 2000 hade Watts 34 830 invånare. En stor del av befolkningen utgörs av svarta, även om det liksom i övriga Los Angeles blir allt vanligare med människor av latinamerikanskt ursprung. Nästan hälften av invånarna har en inkomst lägre än den federala fattigdomsgränsen, vilket gör Watts till ett av de fattigaste områdena i Los Angeles County.
Sensommaren 1965 ägde våldsamma rasoroligheter rum i Watts. Allt startade den 11 augusti när trafikpolisen försökte gripa en man för rattonykterhet. De hamnade i bråk med folk på platsen, och efter att poliserna anhållit en ung kvinna för anstiftan till våld kom rykten i svang. Ryktena sade att kvinnan var gravid och att poliserna hade misshandlat henne, vilket blev den tändande gnistan till omfattande upplopp. Människor misshandlades, affärer plundrades och hus sattes i brand. Efter fem dagars kravaller hade 34 människor mist livet, fler än tusen skadats och över 4 000 anhållits av polisen. Raskravallerna i Watts var det första av flera liknande upplopp i amerikanska städer de följande åren.
Watts drabbades även av upploppen 1992, som rasade i flera delar av Los Angeles. De utlöstes efter att en övervägande vit jury frikänt en grupp poliser som filmats när de misshandlade en svart man, Rodney King.